# Dark Honeymoon
Dark Honeymoon ist ein US-amerikanischer Thriller aus dem Jahr 2008. Regie führte David O’Malley, der auch das Drehbuch schrieb.

## Handlung
Paul heiratet Kathryn, die er seit einer kurzen Zeit kennt. Die Eheleute verbringen Flitterwochen in einer Küstenstadt in Oregon. Im Ort kommt es zu einigen unerklärten Morden.
Kathryn lernt die bisexuelle Sängerin Miranda kennen, die im selben Hotel wie die Eheleute wohnt. Sie verführt sie und erschlägt sie etwas später, als die Frauen sich zu zweit im Wald befinden. Getötet wird ebenfalls Jan, die mit Kathryn über religiöse Themen diskutiert. Paul stellt fest, dass seine Frau von ihrem Glauben besessen ist.

## Kritiken
Jason Buchanan bescheinigte dem Thriller im All Movie Guide Spannung.

## Hintergründe
Der Film wurde in Cambria (Kalifornien) gedreht. Er wurde in den Vereinigten Staaten am 22. Juli 2008 direkt auf DVD veröffentlicht.